# Спасо-Преображенский собор (Белозерск)
Спасо-Преображенский собор — недействующий православный храм в городе Белозерске Вологодской области. Расположен на улице Советский Вал, внутри земляного вала Белозерского кремля и является его доминантой. Находится в ведении Белозерского областного краеведческого музея и открыт для осмотра с мая по октябрь. Памятник архитектуры, объект культурного наследия России федерального значения.

## Описание
Строительство Спасо-Преображенского собора началось в 1668 году и было полностью завершено к концу 1670-х годов. Он представляет собой трёхапсидный четырёхстолпный храм с пятью луковичными куполами, поставленный на фундамент из дикого камня. Архитектура храма, типичная для второй половины XVII века, выдержана, тем не менее, в более архаичных традициях соборного храма XVI века. Декоративное убранство фасадов — лопатки и архивольты закомар в духе местной архитектуры XVI века, характерные перспективные порталы с южной и северной стороны. Массивный куб четверика декорирован скупо: плоские лопатки членят плоскости стен на три прясла. Дополняют его строгие, полуциркульные закомары, опирающиеся на импосты. Традиционного карниза под закомарами нет. Барабаны декорированы пышнее — наблюдается «узорочье» XVII века: маленькие кокошники у основания, аркатурный пояс, пояса нишек, «пила». Существуют различные мнения о первоначальном покрытии храма: часть исследователей считает, что оно было позакомарным и позднее переделано, другие же полагают, что покрытие собора изначально было четырёхскатным, как сейчас. Примечателен центральный крест собора, происхождение которого не установлено: точно известно только то, что он привезён в Белозерск из какого-то иного места и что крест действительно старый. С западной стороны собора находится притвор XIX века в духе классицизма.

## История

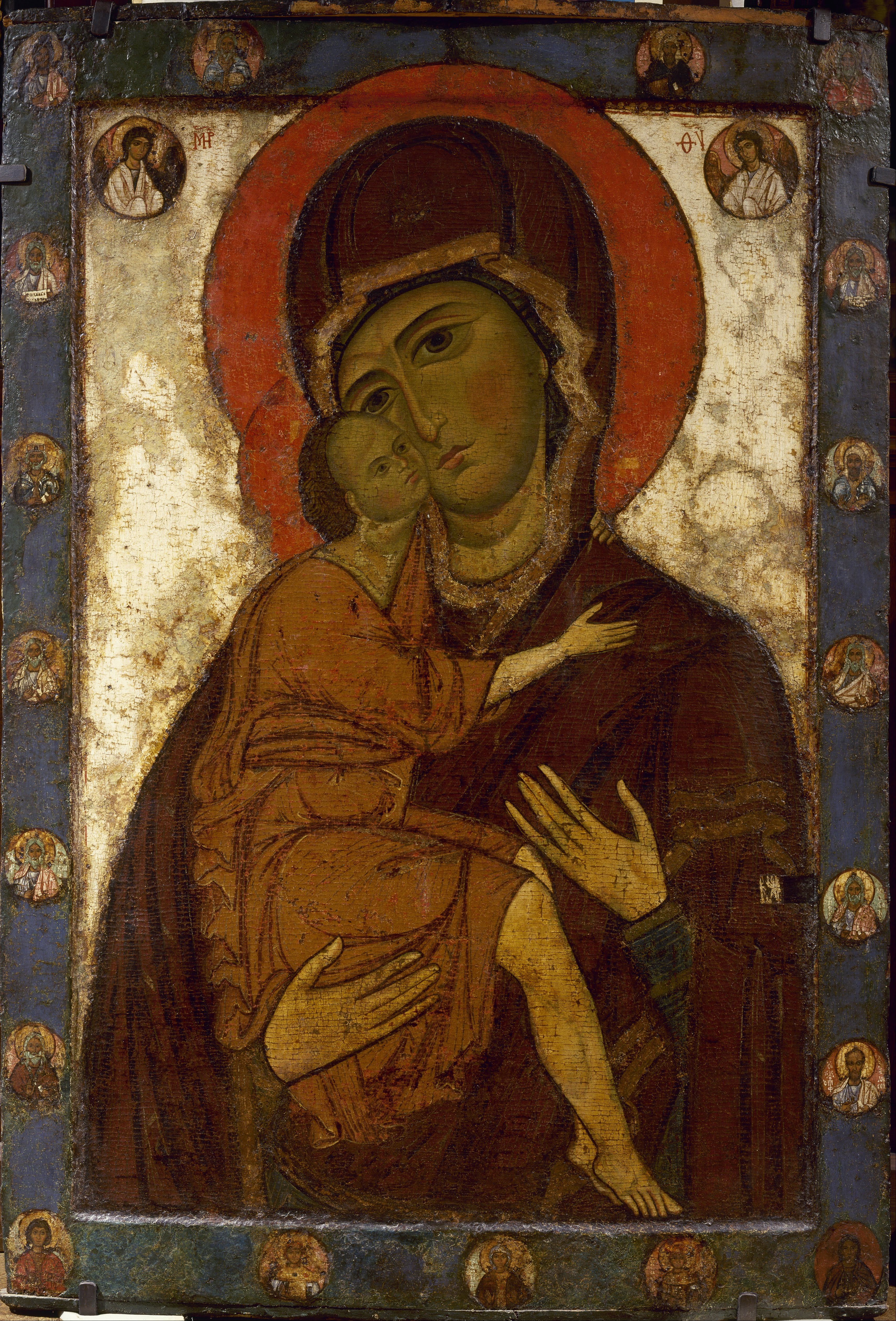
Икона Богоматерь Умиление («Белозерская»). Экспонируется в Государственном Русском музее, Санкт-Петербург

В самом раннем из известных сохранившихся описаний Белозерска — дозорной книге города Белоозера «письма и дозору» Г. И. Квашнина и подьячего П. Дементьева — упомянута деревянная клетская церковь Преображения Господня с приделами Великомученицы Екатерины и Димитрия Солунского. Церковь была с трапезной и с колокольней с двумя колоколами, возведена «миром» (приходской общиной). На момент написания книги, в 1617—1618 годах, в церкви служили пономарь Афонка Богданов сын Шашин и священник Иван.
В выписке из Белозерских писцовых книг 1677 года значится, что к середине 1670-х годов в Белозерском кремле осталоссь единственное церковное здание — храм во имя Преображения Господня, всё ещё деревянный, крытый тёсом, при котором была колокольня с четырьмя колоколами и трапезная. В 1668 году началось строительство каменного здания собора: «Да соборную ж церковь вновь строят каменную казною ж великого государя и подаянием же всяких чинов людей».
Сопровождавший Великого князя Владимира Александровича в 1884 году поэт Константин Случевский так вспоминал Спасо-Преображенский собор:

Местный собор стоит в углублении, между высоких валов бывшего кремля, из-за которых его со стороны почти не видно. Собор имеет чрезвычайно оригинальный иконостас, вероятно конца прошлого века. На самом его верху, под куполом, высится большая раскрашенная деревянная фигура Спасителя и перед ним семь громадных деревянных светильников в лучах. Подле царских дверей, с обеих сторон, видны четыре меньшие, золочёные же, фигуры двух пророков и двух ангелов. На иконостасе есть еще фигура Спасителя, в конхе, над дверями, тоже раскрашенная, но вместо светильников подле него ангел и символы Евангелистов. Этот иконостас сильно напоминает католические приемы искусства.

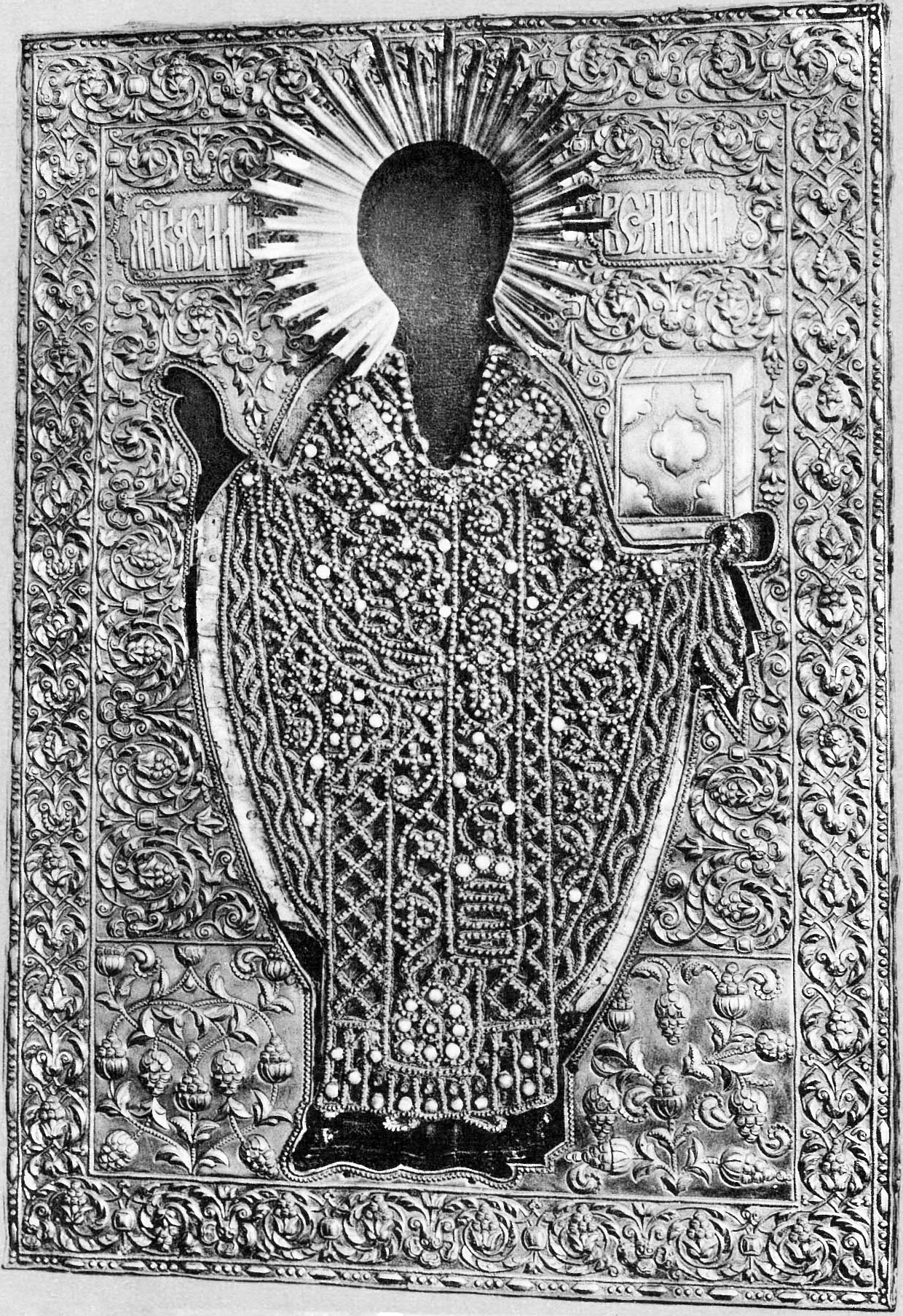
Риза иконы святого Василия Великого

Историк и искусствовед Николай Макаренко в «Путевых заметках» 1914 года отмечал немало любопытных вещей в ризнице храма: выносной фонарь, икону Св. Василия Великого, большое серебряное кадило. Он описал внутреннее убранство собора:

Сам иконостас собора — пышных форм, хороших, но не строгих пропорций, времён Александровских. В иконостасе, наряду с новыми иконами, сохранились и старые. Красивым уютным полукружием изгибается алтарная преграда у царских врат. Справа и слева у колонн стоят резные из дерева фигуры ангелов и апостолов в рост человека, как бы открывающих вход в алтарь. При входе в алтарь, справа, висит на стене богато шитая пелена почти квадратная (в 1 аршин), изображающая Христа во гробе (плащаница).
| - Спасо-Преображенский собор, 1913 год - Левая часть иконостаса, икона «Богоматерь Умиление» - С. М. Прокудин-Горский. Иконостас в Преображенской церкви, 1909 год - Кадило XVI века, хранившееся в ризнице |

В 1915 году из собора были удалены резные деревянные фигуры, изображающие пророков Моисея и Аарона, и двух ангелов, что вызвало обеспокоенность городской управы. На запрос Императорской археологической комиссии был получен отзыв духовной консистории от 22 июня 1916 года с фотографиями иконостаса до и после удаления фигур, с уведомлением, что они удалены вследствие неоднократных распоряжений св. Синода и циркулярного распоряжения епархиального начальства.
Серебряное кадило, изготовленное игуменом Варлаамом с братией 19 мая 1586 года — при царе Фёдоре Ивановиче на царские деньги, — к 1916 году уже числилось в Новгородском епархиальном церковном хранилище, наряду с различными грамотами, поступившими из Спасо-Преображенского собора. В настоящее время находится в собрании Новгородского музея-заповедника.
В иконостасе слева размещалась икона «Богоматерь Умиление» («Белозерская»). Образ был вывезен из Спасо-Преображенского собора приблизительно в 1931 году и в 1932—1935 годах представлен в Государственном Русском музее в Санкт-Петербурге, где хранится до сих пор.
По результатам осмотра «на предмет выявления историко-архитектурного и художественного значения», произведённого в августе 1931 года научным сотрудником Государственного Русского музея и экспертом музейного сектора областного отдела народного образования, была подтверждена художественная ценность Спасо-Преображенского собора, благодаря чему храм не был разрушен. Богослужения в нём совершались до августа 1937 года; в ходе «ежовщины» священники Белозерска были арестованы и расстреляны в Ленинграде.
После закрытия собора его внутреннее убранство поддерживалось в относительном порядке, несмотря на то, что внутри много лет размещался склад пиломатериалов.
В 1960 году Спасо-Преображенский собор был поставлен под государственную охрану, а в 1970—1990-х годах неоднократно реставрировался. В 1975 году восстановлением иконостаса занимались специалисты ВЦНИЛКР. В 1975—1976 годах силами Белозерского реставрационного участка были выполнены противоаварийные работы по усилению фундамента, заделке трещин, ремонт барабанов, замена стропильной системы собора и кровли. Также в 1970-е годы была сделана цементная отмостка, подсыпка и поднятие уровня улицы, приведшие к накоплению воды под фундаментом и сырости внутри здания. Выпустить воду удалось через траншею во время последующих археологических раскопок. С 1986—1987 годов к реставрационным работам привлекались сотрудники научно-производственных мастерских Великого Новгорода.

## Современное состояние
В 2010 году за счёт средств областного бюджета по ведомственной целевой программе «Наследие Вологодчины» был разработан и согласован проект реставрации Спасо-Преображенского собора. При подготовке к 1050-летнему юбилею Белозерска, в 2011—2012 годах, произведена реставрация внешнего облика, интерьеров собора, консервационные работы на сени иконостаса, укрепление позолоты.
25 августа 2012 года общественности была представлена копия с иконы «Богоматерь Умиление» выполненная для Спасо-Преображенского собора копиистом Государственного Русского музея, ведущим художником-реставратором Михаилом Бушуевым.
С октября 2017 года собор принадлежит Череповецкой епархии. По договору безвозмездного пользования БУК ВО «Белозерский областной краеведческий музей» использует собор как объект музейного показа, экспонирует часть собрания икон и проводит экскурсии.
| - Спасо-Преображенский собор (Белозерск), 2018 год - Иконостас собора, 2017 год - Крест на куполе собора, 2008 год - Юбилейная монета Банка России с собором, 2012 год |